# No One (Alicia Keys)
No One is een r&b/soul-lied geschreven en gezongen door de Amerikaanse zangeres en songwriter Alicia Keys. Het is de leading single voor haar derde album As I Am uit 2007.

## Geschiedenis
No One kwam in september 2007 uit en in verschillende hitlijsten op nummer één. No One staat op plaats 42 in de Billboard's Hot 100 Best Songs of All Time, de hitlijst voor de vermeend beste liedjes aller tijden. No One won twee Grammy Awards, voor beste vocale r&b-optreden van een vrouw en voor beste r&b-lied op 10 februari 2008. Ze trad toen op met John Mayer.
Keys vertelde aan de Canadese MTV dat het lied "echt gaat over de manier waarop in relaties er zoveel dingen zijn om je af te leiden. En ook al zeggen mensen dingen over je, wat ze ook zeggen, ze komen nooit tussen jou en je geliefde te staan." In het lied komt dit tot uiting middels de tekst "People keep talking they can say what they like" ('Mensen kunnen blijven zeggen wat ze willen') en "No one can get in the way of what I'm feeling" ('Niemand komt tussen mij en mijn gevoelens').
Het lied was voor het eerst te horen in augustus 2007, toen Keys er een stukje van in een nieuwsbrief van haar officiële site en fanclub zette. Het kwam officieel uit op 10 september 2007 en was voor het eerst op de radio op 29 augustus.
Het tijdschrift Entertainment Weekly zette No One op plaats drie in de top tien van beste liedjes uit 2007.

## Clip
De clip voor No One werd geregisseerd door Justin Francis en kwam voor het eerst op tv in Amerika op 24 september 2007. Op 25 september kwam het op Yahoo! Music.
De clip bestaat uit vier scènes:
- In de eerste ligt Keys in een stoel, in een verder lege kamer.
- In de tweede staat Keys in een met muziekinstrumenten gevulde kamer en speelt ze wat akkoorden op haar keyboard.
- In de derde scène zit Keys alleen achter een piano in een straat, terwijl het regent, maar later komen er tientallen mensen. Deze scène begint met het tweede couplet.
- In de vierde en laatste scène zit Keys in een nachtclub.

Aan het einde van de clip zijn alle vier de verschillende scènes tegelijkertijd, van bovenaf, te zien.
In september 2008 was de officiële clip, geüpload via het YouTube-kanaal van Keys en meer dan 65 miljoen keer bekeken. De clip kwam op nummer 6 in de lijst met meest bekeken video's op de website en op nummer 4 in diezelfde lijst in de categorie muziek.

## Afspeellijst
Cd-single
1. No One (albumversie)
2. No One (Curtis Lynch-reggaeremix)
3. Superwoman (live)
4. No One (clip)

Single met twee nummers
1. No One (albumversie)
2. No One (Curtis Lynch-reggaeremix)

Japanse promotiesingle
1. No One (Curtis Lynch-reggaeremix)
2. No One (reggaeremix met Damian Marley)

## Hitnotering
No One kwam in Nederland niet op nummer 1 te staan, in Zwitserland, Amerika, Spanje en Hongarije was dat wel het geval. In veel landen haalde No One de top 10.
| "No One" in de Nederlandse Top 40 - binnen 12 november 2007 | "No One" in de Nederlandse Top 40 - binnen 12 november 2007 | "No One" in de Nederlandse Top 40 - binnen 12 november 2007 | "No One" in de Nederlandse Top 40 - binnen 12 november 2007 | "No One" in de Nederlandse Top 40 - binnen 12 november 2007 | "No One" in de Nederlandse Top 40 - binnen 12 november 2007 | "No One" in de Nederlandse Top 40 - binnen 12 november 2007 | "No One" in de Nederlandse Top 40 - binnen 12 november 2007 | "No One" in de Nederlandse Top 40 - binnen 12 november 2007 | "No One" in de Nederlandse Top 40 - binnen 12 november 2007 | "No One" in de Nederlandse Top 40 - binnen 12 november 2007 | "No One" in de Nederlandse Top 40 - binnen 12 november 2007 | "No One" in de Nederlandse Top 40 - binnen 12 november 2007 | "No One" in de Nederlandse Top 40 - binnen 12 november 2007 | "No One" in de Nederlandse Top 40 - binnen 12 november 2007 | "No One" in de Nederlandse Top 40 - binnen 12 november 2007 | "No One" in de Nederlandse Top 40 - binnen 12 november 2007 | "No One" in de Nederlandse Top 40 - binnen 12 november 2007 | "No One" in de Nederlandse Top 40 - binnen 12 november 2007 | "No One" in de Nederlandse Top 40 - binnen 12 november 2007 | "No One" in de Nederlandse Top 40 - binnen 12 november 2007 | "No One" in de Nederlandse Top 40 - binnen 12 november 2007 | "No One" in de Nederlandse Top 40 - binnen 12 november 2007 | "No One" in de Nederlandse Top 40 - binnen 12 november 2007 | "No One" in de Nederlandse Top 40 - binnen 12 november 2007 |
| Week                                                        | 1                                                           | 2                                                           | 3                                                           | 4                                                           | 5                                                           | 6                                                           | 7                                                           | 8                                                           | 9                                                           | 10                                                          | 11                                                          | 12                                                          | 13                                                          | 14                                                          | 15                                                          | 16                                                          | 17                                                          | 18                                                          | 19                                                          | 20                                                          | 21                                                          | 22                                                          | 23                                                          |                                                             |
| ----------------------------------------------------------- | ----------------------------------------------------------- | ----------------------------------------------------------- | ----------------------------------------------------------- | ----------------------------------------------------------- | ----------------------------------------------------------- | ----------------------------------------------------------- | ----------------------------------------------------------- | ----------------------------------------------------------- | ----------------------------------------------------------- | ----------------------------------------------------------- | ----------------------------------------------------------- | ----------------------------------------------------------- | ----------------------------------------------------------- | ----------------------------------------------------------- | ----------------------------------------------------------- | ----------------------------------------------------------- | ----------------------------------------------------------- | ----------------------------------------------------------- | ----------------------------------------------------------- | ----------------------------------------------------------- | ----------------------------------------------------------- | ----------------------------------------------------------- | ----------------------------------------------------------- | ----------------------------------------------------------- |
| Positie                                                     | 30                                                          | 14                                                          | 11                                                          | 6                                                           | 4                                                           | 4                                                           | 4                                                           | 4                                                           | 3                                                           | 3                                                           | 3                                                           | 5                                                           | 9                                                           | 12                                                          | 13                                                          | 15                                                          | 16                                                          | 17                                                          | 22                                                          | 23                                                          | 25                                                          | 32                                                          | 38                                                          | uit                                                         |

### NPO Radio 2 Top 2000
| Nummer met noteringen in de NPO Radio 2 Top 2000 | '09  | '10  | '11  | '12  |
| ------------------------------------------------ | ---- | ---- | ---- | ---- |
| No One                                           | 1686 | 1516 | 1758 | 1210 |

1. ↑  Een vetgedrukt getal geeft de hoogste notering aan.
2. ↑  2009 was het eerste jaar met een notering voor dit nummer.
3. ↑  Deze tabel is bijgewerkt tot en met de laatste editie (2024).